# Greville Howard
Pour les articles homonymes, voir Greville Howard (homme politique) et Howard.
Greville Patrick Charles Howard, baron Howard of Rising (né le 22 avril 1941) est un homme politique conservateur britannique et, avant les élections générales de 2010, est à plusieurs reprises whip de l'opposition et ministre fantôme du Cabinet Office, du Trésor et de la culture, des médias et des sports.

## Jeunesse et carrière
Il fait ses études au Collège d'Eton. Entre 1968 et 1970, il est secrétaire particulier d'Enoch Powell. Howard est également directeur de Keep Trust de 1980 à 1987, de Fortress Trust de 1989 à 1993 et est directeur de Fortress Holdings depuis 1993.
Le 4 juin 2004, il est créé pair à vie en tant que baron Howard de Rising, de Castle Rising dans le comté de Norfolk.
Il est conseiller au King's Lynn and West Norfolk Council depuis 2003.

## Famille
Membre de la famille influente Howard, il est le fils du lieutenant-colonel Henry Redvers Greville Howard, le fils de Charles Alfred Howard, le deuxième fils de Greville Howard, qui est le deuxième fils de Charles Howard (17e comte de Suffolk). Sa mère est Patience, fille de Charles Nicholl.
Il se marie trois fois. Il épouse Zoe Walker, fille de Douglas Walker, en 1968 et divorce en 1972, il épouse en secondes noces Mary Rose Chichester, fille de John Chichester en 1978. Après sa mort en 1980, Howard se marie à nouveau avec Mary Cortland Culverwell, fille de Robert Culverwell, un an plus tard. Il a 2 fils et 1 fille de sa troisième femme. 
Lord Howard est un descendant de Guillaume d'Aubigny (1er comte d'Arundel), qui construit le Château de Castle Rising vers 1138, et il possède toujours les vestiges du château aujourd'hui.